# چوزه (تاکستان)
چوزه (تاکستان)، روستایی از توابع بخش ضیاءآباد شهرستان تاکستان در استان قزوین ایران است.

## جمعیت
این روستا در دهستان دودانگه سفلی قرار دارد و براساس سرشماری مرکز آمار ایران در سال ۱۳۸۵، جمعیت آن ۱٬۲۶۵ نفر (۲۹۸خانوار) بوده‌است. اهالی روستا به زبان ترکی آذربایجانی تکلم می‌کنند.